# Sunrike (Wüstung)

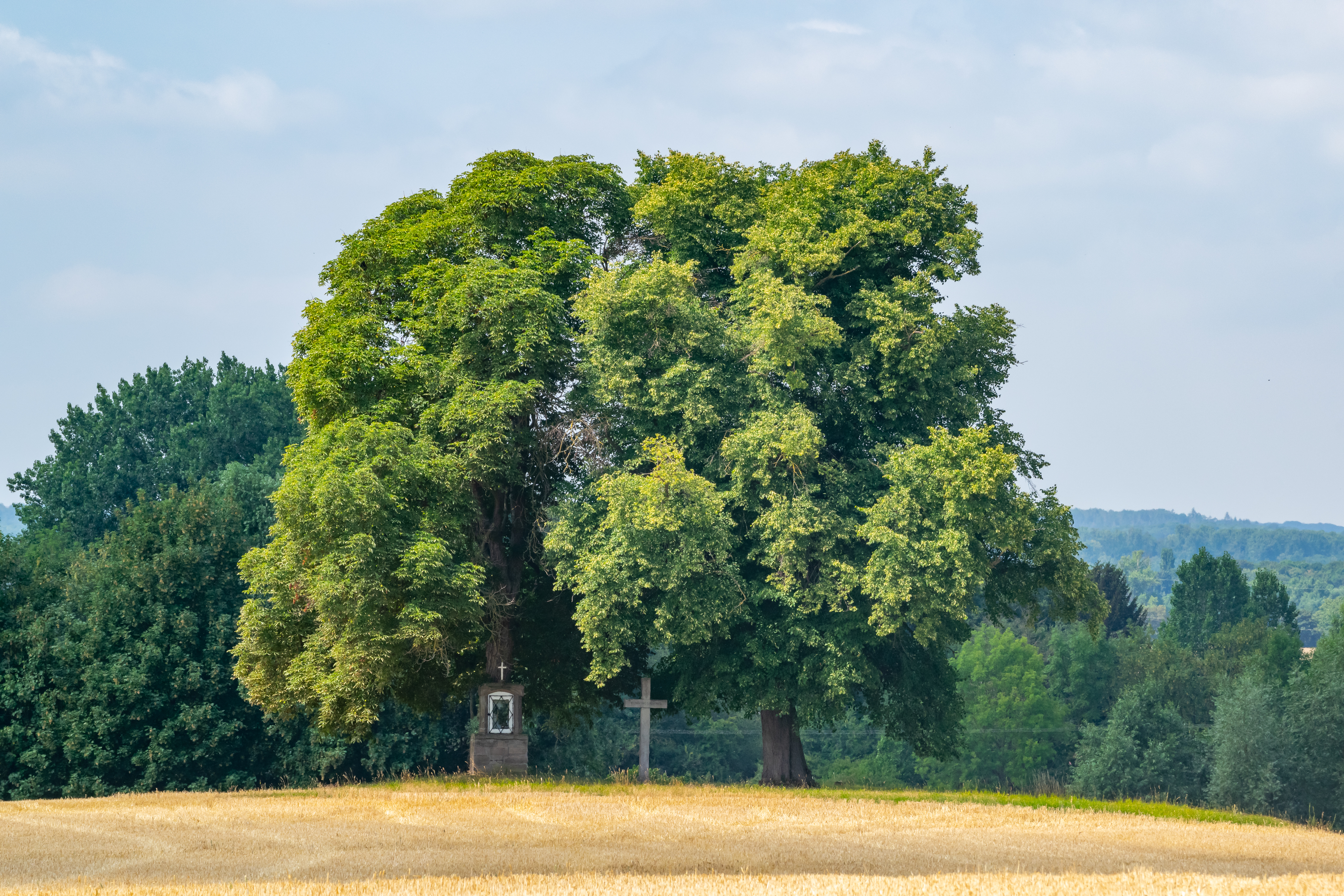
Wüstung mit Bildstock und Kreuz

Sunrike (auch Sünricke oder Sunnerke) ist ein wüstgefallener Ort in der heutigen Gemeinde Borgentreich, Kreis Höxter im Bundesland Nordrhein-Westfalen. Der Ort liegt zwischen Eissen und Borgentreich. Die Feldflur liegt westlich von Borgentreich.
Der Siedlungsname Sunricke bedeutet Sonderreich (sunat rike, ein Reichsgut, welches abgabenfrei war). Die erste Erwähnung Sunrikes geht auf das Testament des Bischofs Bruno von Würzburg (1005–1045) im Jahre 1036 zurück, der „Gott dem Herrn und seinem Märtyrer, dem Hl. Kilian“ d. h. dem Würzburger Bistum das ehemalige Reichsgut Sunrike (Borgentreich) mit 308 Hufen, zahlreichen Zubehörungen und 10.000 Morgen Ackerland übertrug. Bischof Bruno hatte den Besitz von seiner Urgroßmutter Luitgard, der Tochter Kaiser Otto I. geerbt. Die Paderborner Kirche sollte laut Testament das Landgut betreuen und beaufsichtigen; es sollte dafür 2 Silber[münzen] und ein Pferd von gleichem Wert erhalten. Später, der genaue Zeitpunkt ist nicht bekannt, kam das Gut in den Besitz des Paderborner Bistums. Im Jahre 1251 verkaufte der Paderborner Bischof das Gut und das, was davon übrigblieb, dem Paderborner Domkapitel. Im Jahre 1444 ist ein Adelsgeschlecht Sunrike in dem Manuskript des Paderborner Domscholasters Dietrich von Engelsheim aufgeführt. Im Jahre 1447 soll das Dorf Sunrike von böhmischen Söldnern, Hussiten, auf dem Rückzug von ihrer Belagerung Soests zerstört worden sein. Möglich ist auch, dass die Siedlung aufgegeben wurde.
Heute wird jährlich am Dienstagabend vor Christi Himmelfahrt von Eissen und Borgentreich eine gemeinsame Bittprozession nach Sunrike durchgeführt; dort wird eine Messe gefeiert und danach gibt es ein gemütliches Beisammensein. Diese Tradition wurde, was Eissen angeht, 1969 aufgegeben und ist 1997 wiederaufgelebt. Im Jahre 2006 wurden zahlreiche Metallfunde auf der Sunriker Feldflur entdeckt, unter anderem eine römerzeitliche Scheibenfibel und ein Steinbeil.